# Autonapůl
Autonapůl je první (nejstarší) český carsharing (tj. provozovatel Sdílení aut). Autonapůl poskytuje sdílená auta svým uživatelům, cena rezervace je závislá na délce výpůjčky a ujetých kilometrech a zahrnuje veškeré náklady na provoz včetně paliva. Autonapůl neúčtuje žádný měsíční ani roční paušál.
Auta se v systému Autonapůl rezervují pomocí mobilní aplikace nebo webového rozhraní s možností jak okamžitého vyzvednutí, tak plánovaně i několik měsíců dopředu. Automobily se odemykají mobilním telefonem nebo přístupovými kartami. Uživatelé mohou využívat auta ve všech městech, kde Autonapůl funguje. Registrovat se mohou snadno a bezkontaktně online.

## Historie
Autonapůl bylo založeno roku 2003 jako sdružení několika rodin, které společně využívaly sdílený automobil. Do roku 2010 se počet zapojených rodin i automobilů postupně pomalu zvětšoval. 

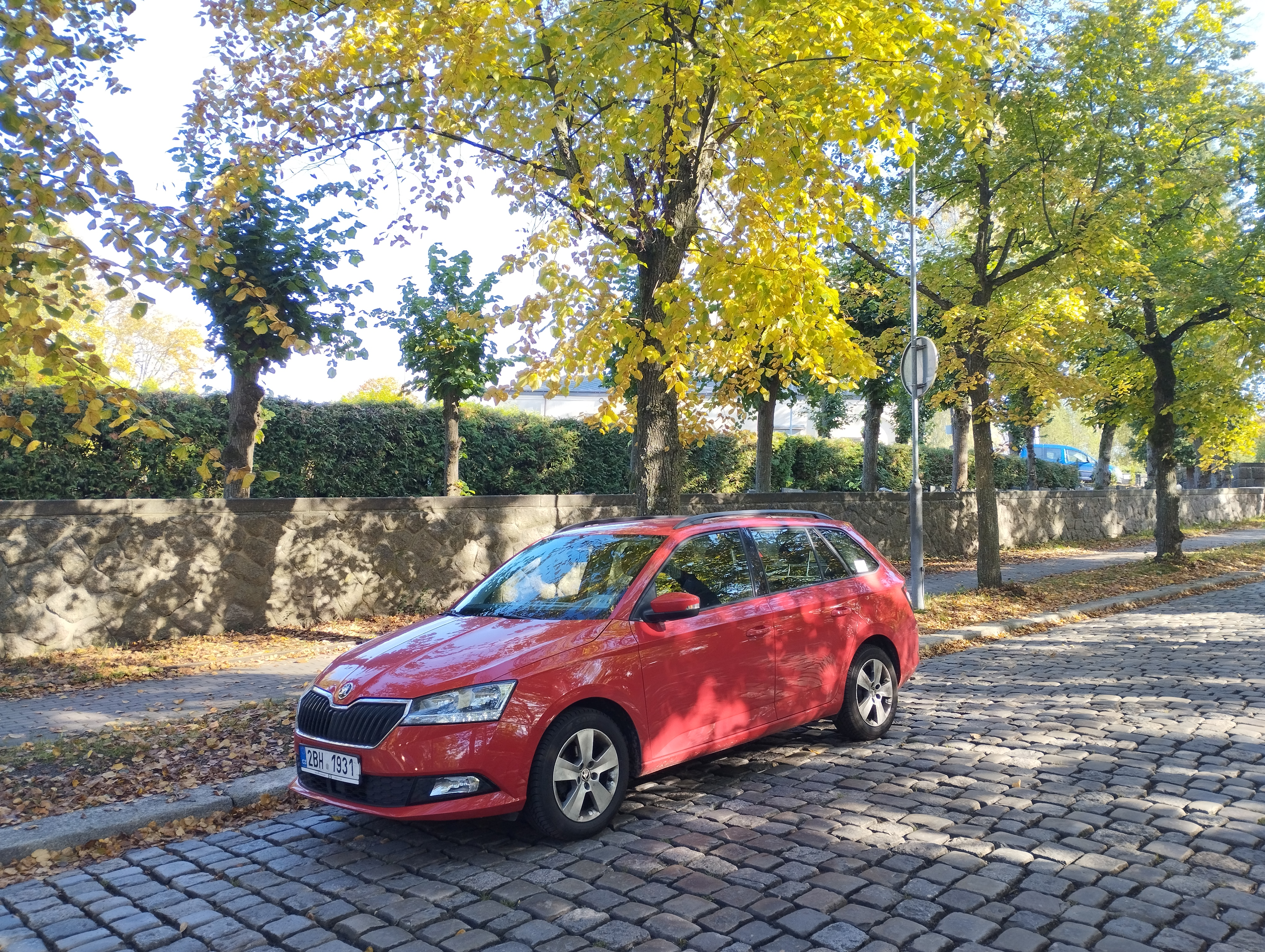
Fabia Autonapůl carsharing

V roce 2010 došlo k fúzi s druhým nezávislým brněnským carsharingovým sdružením Autodružstvo, následný růst počtu členů i aut způsobil, že forma občanského sdružení přestala vyhovovat. V roce 2013 došlo k expanzi a založení poboček v Praze a v Liberci. V roce 2014 byla zprovozněna technologie přístupu do aut pomocí čipových karet. V témže roce byla otevřena pobočka v Plzni.
Od ledna 2015 funguje Autonapůl i v Ostravě. V tomto roce také iniciuje vznik Asociace českého carsharingu, která sdružuje provozovatele carsharingu v České republice. V roce 2016 rozjíždí carsharing v dalších městech jako Hradec Králové a Olomouci.

## Uživatelský přístup

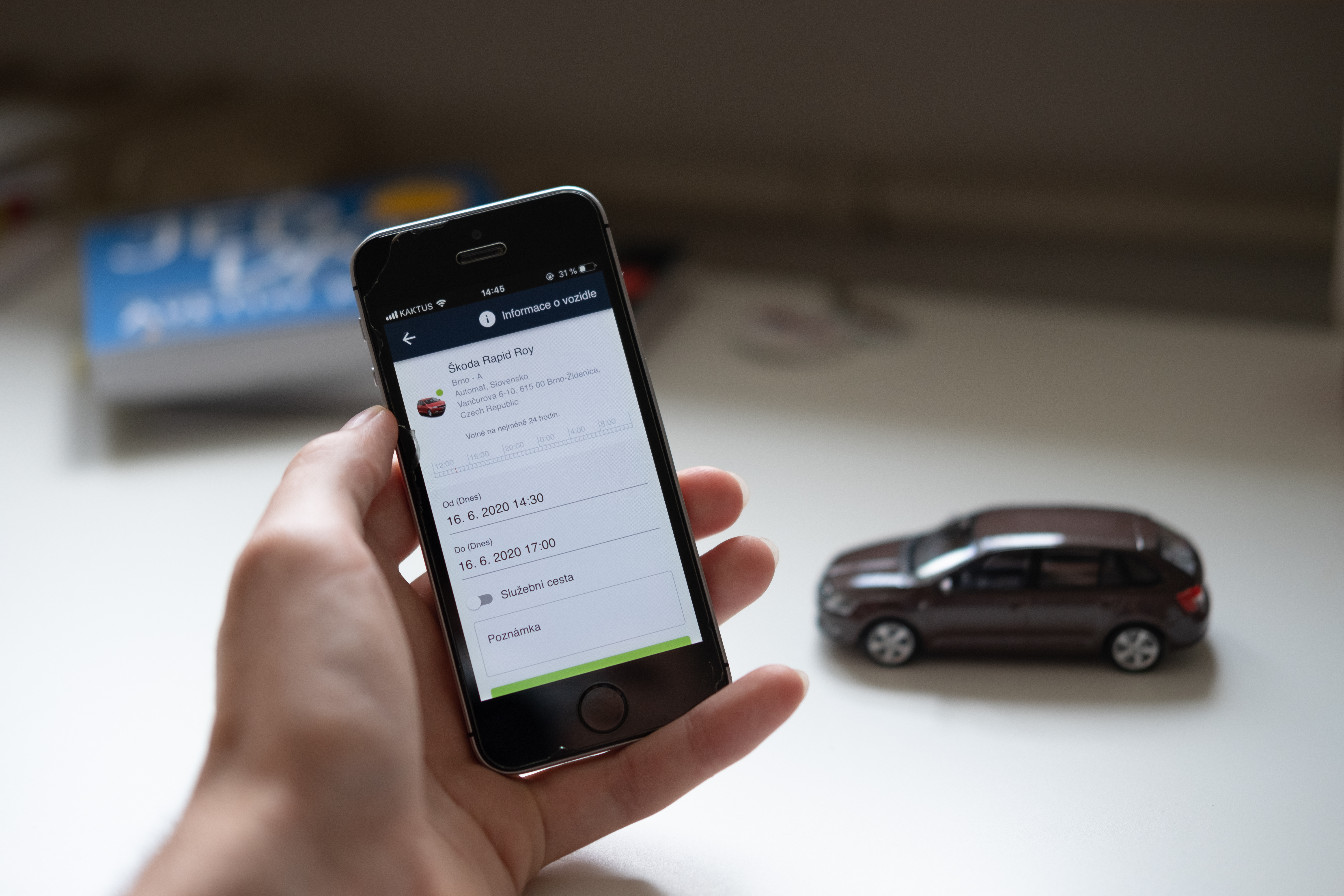
Mobilní aplikace Autonapůl

Uživatelé si mohou auta rezervovat přes internet pomocí webového rozhraní. Pohodlný přístup nabízí také mobilní aplikace (Android / iOS), která umožňuje spravování rezervací přímo ze svého telefonu. Pomocí aplikace lze vůz na začátku odemknout a na konci rezervace zamknout. Nejkratší rezervovaný čas je 30 minut.
Platí se pouze za rezervovaný čas a ujeté kilometry; palivo je zahrnuto v ceně rezervace. Auta jsou vybavena řídící jednotkou s GPS a rezervační systém ukazuje polohu parkujících vozidel na mapě. Jednotlivá auta jsou přidělena do parkovacích zón, kde je možné je vyzvednout a vrátit. 
Zóny jsou obvykle poměrně velké (město nebo městská čtvrt) a v jejich rámci je možné auta volně zaparkovat (tzv. round-trip systém). Některá auta, především elektromobily, mají pevně vyhrazená parkovací stání. Tento typ carsharingu přispívá k zmenšení počtu parkujících aut v ulicích. Jedno sdílené auto umí nahradit 15 až 20 soukromě vlastněných vozů.

## Flotila
Autonapůl nabízí vozidla v několika kategoriích. Nejlevnější kategorii Economy reprezentuje Dacia Sandero jezdící na LPG, rodinná klasika Škoda Fabia Combi nebo elektromobily Renault Zoe a Škoda Citigoe IV, v kategorii Standard nabízí Škodu Scala v automatu  nebo kombíky Hyundai i30, elektromobil Renault Megane E-Tech nebo populární Renaulty Arkana. Pro komfortnější cesty jsou určeny vozy Škoda Octavia Combi, ale také hybridní Toyoty Corolla patřící do kategorie Comfort. Pro přepravu většího nákladu nebo množství osob je možné využít devítimístné nebo třímístné dodávky Renault Trafic z kategorie Grand.  
Vybrané vozy mají automatickou převodovku, tažné zařízení nebo střešní nosiče, zahraniční dálniční známky, příp. tzv. Family výbavu. Za extra výbavu nejsou účtovány žádné poplatky.

## Technologie
Vozy Autonapůl mají RFID čtečku umístěnou za čelním sklem, která umožňuje odemknout a zamknout auto pomocí přístupové karty. K započetí i ukončení rezervace lze také používat mobilní aplikaci. Každé auto v rámci rezervace zaznamenává čas a ujeté kilometry, které jsou zasílány řídícímu centru. 
Poloha auta v rámci rezervace se z důvodů soukromí neuchovává, ale v případě neoprávněného užití je možné ji zjistit a auto na dálku zablokovat.